# Microcreagris cingara
Microcreagris cingara es una especie de arácnido del orden Pseudoscorpionida de la familia Neobisiidae.

## Distribución geográfica
Se encuentra en Oregón y en Utah en (Estados Unidos).